# Max Radestock (Regisseur)
Max Radestock (* 1988 in Rostock) ist ein deutscher Schauspieler und Regisseur.

## Leben
Max Radestock wuchs in Marburg auf. Seine ersten Bühnenerfahrungen machte er als Mitglied des Jugendtheater-Clubs, dem er bis 2008 angehörte, und als Kleindarsteller am Landestheater Marburg. 2008 machte er sein Abitur an der dortigen Elisabethschule, absolvierte anschließend seinen Zivildienst und begann danach zunächst ein Studium der Politikwissenschaft.
Von 2011 bis 2015 studierte er Schauspiel an der Hochschule für Musik und Theater „Felix Mendelssohn Bartholdy“ (Schauspielinstitut „Hans Otto“) in Leipzig. Sein Studium schloss er in der Spielzeit 2014/15 mit einem Praxisstudienjahr am neuen theater in Halle ab. Seit der Spielzeit 2015/16 ist er festes Ensemblemitglied der Bühnen Halle.
Zu seinen Bühnenrollen gehörten am Anfang seiner Karriere u. a. Oliver de Boys in Wie es euch gefällt (Sommertheater 2013 im Leipziger Grassimuseum, Regie: Antje Weber), weiters am Neuen Theater der Sohn Damis in Tartuffe (Spielzeit 2013/14, Regie: Matthias Brenner, mit Alexander Gamnitzer und Hilmar Eichhorn als Partnern) und der ehemalige Student und Räuber Roller in Die Räuber (Spielzeit 2013/14, Regie: Antje Weber).
In der Spielzeit 2014/15 war er der enttäuschte, ehemals nationalsozialistisch gesinnte Schauspieler Hans Miklas in einer Bühnenfassung des Romans Mephisto von Klaus Mann. In der Spielzeit 2015/16 übernahm er den Romeo in Romeo und Julia. In der Spielzeit 2016/17 verkörperte er den Bräutigam im Brecht-Schauspiel Die Kleinbürgerhochzeit. In der Spielzeit 2017/18 trat er an den Bühnen Halle u. a. als Dimitrij Prokofjitsch Rasumichin in Schuld und Sühne (Premiere: Februar 2016, Regie: Matthias Brenner), als Henry/Felix in einer Frankenstein-Bühnenfassung (Premiere: Februar 2017) und als Gernot in Die Nibelungen (Premiere: September 2017, Regie: Matthias Brenner) auf. Außerdem verkörperte er die Titelfigur in Robins Glück im Unglück, einem Ein-Personen-Kinderstück von Tove Appelgren. Im Januar 2018 gehörte Radestock am Neuen Theater Halle zum fünfköpfigen Premieren-Ensemble von Peter Handkes Bühnenstück Publikumsbeschimpfung.
Radestock stand auch für einige Film- und Fernsehrollen vor der Kamera. In der vom rbb produzierten Doku-Reihe Tatort Berlin stellte er Werner Gladow, den jugendlichen Chef der berüchtigten Gladow-Bande dar; außerdem verkörperte er den Einbrecher Franz Sass (Brüder Sass), der gemeinsam mit seinem Bruder in der Weimarer Republik große Bekanntheit erlangte. In der im April 2018 erstausgestrahlten ZDF-„Herzkino“-Fernsehreihe Ella Schön, in deren Mittelpunkt Annette Frier als Asperger-Autistin steht, hatte Radstock eine Nebenrolle; er verkörperte den Schwimmlehrer David, der mit der Frau seines besten Freundes Marko (Artjom Gilz) ein gemeinsames Kind erwartet.
Radestock arbeitet mittlerweile hauptsächlich als Regisseur. Er lebt nach einigen Jahren in Halle (Saale) seit 2018 in Berlin.

## Filmografie (Auswahl)
- 2015: Im Namen meines Sohnes (Fernsehfilm)
- 2015: Tatort Berlin – Werner Gladow, ein Mensch wird zum Verbrecher (Doku-Reihe)
- 2018: Tatort Berlin – Die Brüder Franz und Erich Sass (Doku-Reihe)
- 2018: Ella Schön – Das Ding mit der Liebe (Fernsehreihe)
- 2020: Polizeiruf 110: Der Verurteilte (Fernsehreihe)
- 2023: SOKO Leipzig: Aus deutschen Landen (Fernsehserie)